# John Godfrey Saxe
John Godfrey Saxe (ur. 2 czerwca 1816 w Highgate w stanie Vermont, zm. 31 marca 1887 w Albany) – poeta amerykański. 
W 1839 ukończył Middlebury College. W 1843 w St Albans (Vermont) uzyskał prawo do wykonywania zawodu adwokata. W latach 1850–1856 wydawał w Burlington czasopismo „Sentinel”. W 1859 i w 1860 był kandydatem Partii Demokratycznej na gubernatora Vermont. W 1860 wyjechał do Nowego Jorku. Po 1872 w Albany wydawał pismo „Evening Journal”.  
Opublikował Humorous and Satirical Poems (1850), The Times, The Telegraph, and Other Poems (1865) i Leisure Day Rhymes (1875). Do jego najbardziej znanych utworów należą Rhyme of the Rail, The Proud Miss McBride, I'm Growing Old i Treasures in Heaven. Popularny był też wiersz, oparty na indyjskiej bajce, The Blind Men and the Elephant.